# هری واکر چمبرز
هری واکر چمبرز (انگلیسی: Harry Walker Chambers; ۱۰ فوریهٔ ۱۸۴۲ – ۲۱ دسامبر ۱۹۰۷) وکیل اهل پادشاهی متحد بریتانیای کبیر و ایرلند بود.
از باشگاه‌هایی که در آن بازی کرده‌است می‌توان به باشگاه فوتبال شفیلد اشاره کرد.